# Jindřich Ludvík z Rohanu
Jindřich Ludvík Rohan, kníže z Guéméné (francouzsky Henri-Louis-Marie de Rohan, price de Guémené, 30. srpna 1745, Paříž – 24. dubna 1809, Praha) byl francouzský šlechtic a dvořan, z francouzského rodu Rohanů, působil jako předposlední velký komorník Francie.

## Životopis
Jindřich Ludvík Maria Rohan, kníže Rohan z Guéméné se narodil v Paříži jako jediný syn hlavního představitele rodu Rohanů, Julia Herkula, knížete z Guéméné, a jeho manželky Marie Luisy z La Tour d'Auvergne (dcery Karla Godefroye z La Tour d'Auvergne). Marie Luisa měla nemanželské dítě se svým milencem Karlem Eduardem Stuartem. 

## Rodina a potomstvo

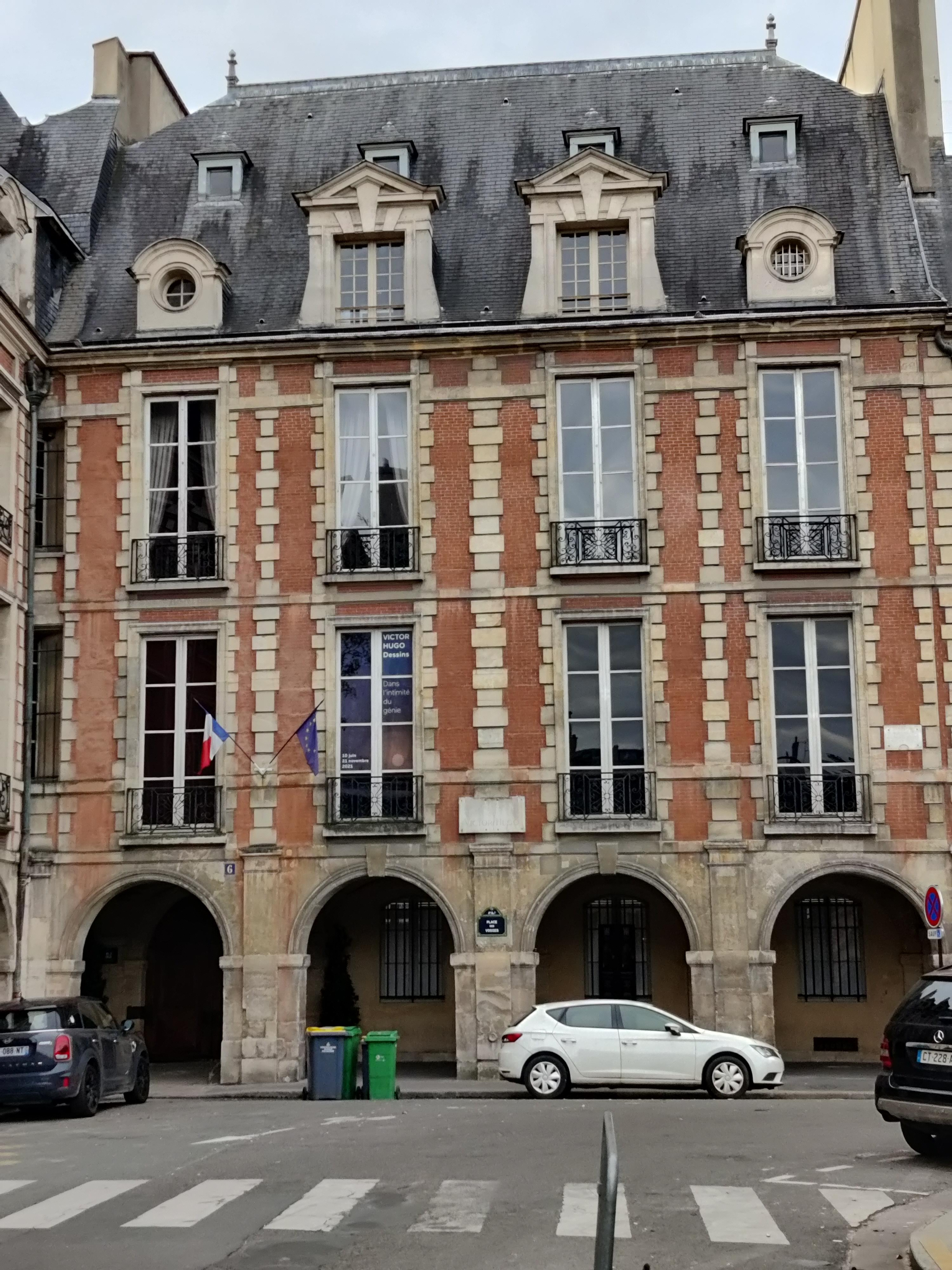
Palác Rohan-Guémené v Paříži

15. ledna 1761 se Jindřich Ludvík oženil v kostele Saint-Jean-en-Grève se svou vzdálenou sestřenicí, Viktorií Armandou Josefou z Rohanu, dcerou Karla z Rohanu, knížete ze Soubise a jeho ženy Anny Terezy Savojské. Pár měl pět dětí, z nichž čtyři se dožily dospělosti. Rodina žila v rodovém paláci Rohan-Guémené na náměstí des Vosges.
V roce 1767 byl Jindřich Ludvík jmenován vrchním velitelem královské gardy Ludvíka XVI. a roku 1775 velkým komorníkem Francie, neboť jeho strýc Godefroy Karel Jindřich z La Tour d'Auvergne, vévoda z Bouillonu, na tento úřadu rezignoval. Také kněžna z Guéméné získala dvorský úřad, byla jmenována guvernérkou královských dětí.

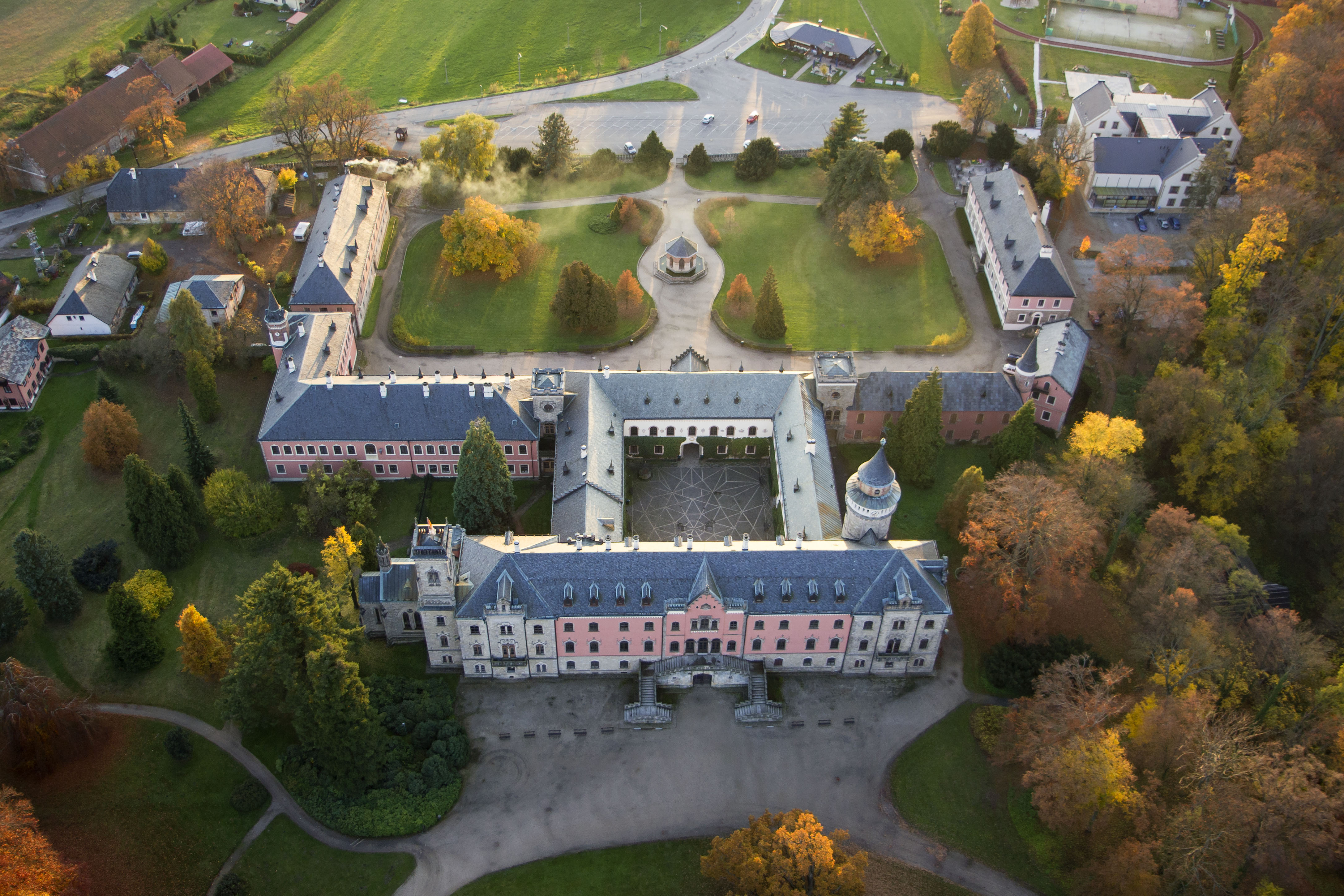
Zámek Sychrov

Od 80. let 18. století se Jindřich Ludvík a jeho rodina zapletli do osobních a politických skandálů a v roce 1782 kníže vyhlásil bankrot s dluhem 33 milionů livrejí. On a Viktorie se vzdali svých obvinění u soudu a opustili Versailles. Jejich majetek byl prodán, včetně pařížského paláce a jejich sídla v Montreuil.
Po smrti svého tchána zdědil titul knížete ze Soubise.

### Emigrace

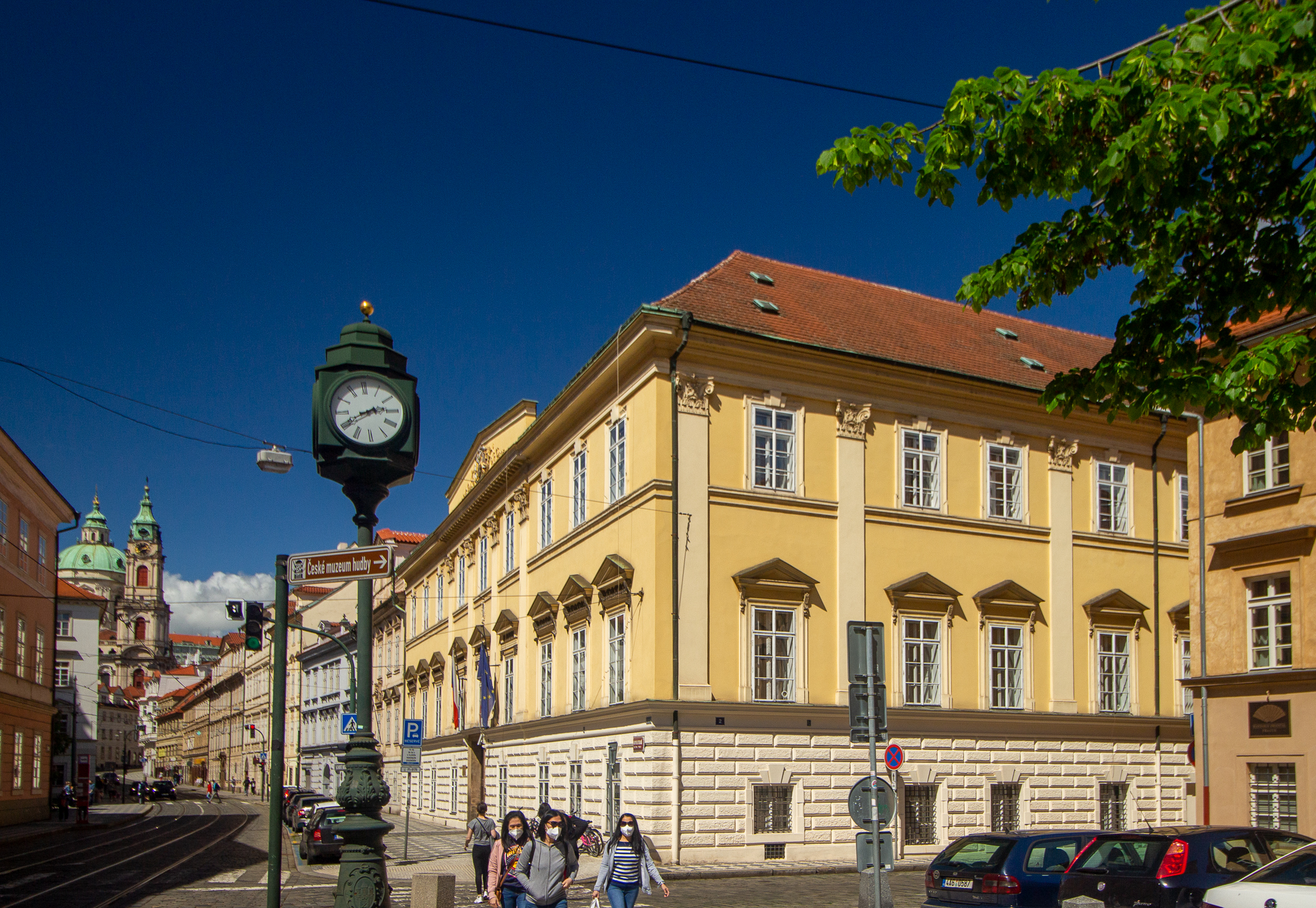
Rohanský palác v Karmelitské ulici v Praze, který rod vlastnil od roku 1815.

Během francouzské revoluce Jindřich Ludvík s otcem a částí rodiny uprchl ze země, zatímco jeho manželka zůstala ve Francii. Uchýlil se nejprve do Švýcar, poté do Německa a nakonec do habsburské monarchie, konkrétně do Prahy. Zde sloužil v rakouské císařské armádě.
V roce 1808 mu císař František I. udělil knížecí titul  a o několik měsíců později Jindřich Ludvík Maria Rohan, kníže z Guéméné, roku 1809 ve věku 63 let v Praze zemřel.
Většina jeho potomků zůstala v Rakouském císařství, kde vytvořili novou větev rodu, která vzkvétá dodnes.

## Potomstvo
- Šarlota Viktorie Josefa Henrieta z Rohanu (17. listopadu 1761 – 15. prosince 1771)
- Karel Alan Gabriel z Rohanu (18. ledna 1764 – 24. dubna 1836), vévoda z Montbazonu, Rohanu, kníže z Guéméné, ⚭ 1781 Louise Aglaé de Conflans d'Armentieres (1763–1819)
- Marie Luisa Josefína z Rohanu (13. dubna 1765 – 21. září 1839), ⚭ 1780 Karel Ludvík Kašpar z Rohanu (1765–1843), vévoda z Montbazonu
- Ludvík Viktor Meriadec z Rohanu (20. července 1766 – 10. prosince 1846), vévoda z Rohanu a Bouillonu, ⚭ 1809 Berta Rohanová (1782–1841)
- Julius Armand Ludvík z Rohanu (20. října 1768 – 13. ledna 1836), ⚭ 1800 Kateřina Vilemína Zaháňská (8. února 1781 – 29. listopadu 1839), rozvedli se v roce 1805